# Тоймичи
Тоймичи (фин. toimalaiset) — ассимилированный финно-угорский народ, живший на севере современной России, в Заволочье. Относился, вероятно, к пермским народностям. Проживал во времена Руси и Новгородской республики в волости Тойма к северу от Великого Устюга (ныне Верхнетоемский район Архангельской области). Более известные под названием «тоймичи», в летописи упоминаются как «тоимици».

## Письменные источники

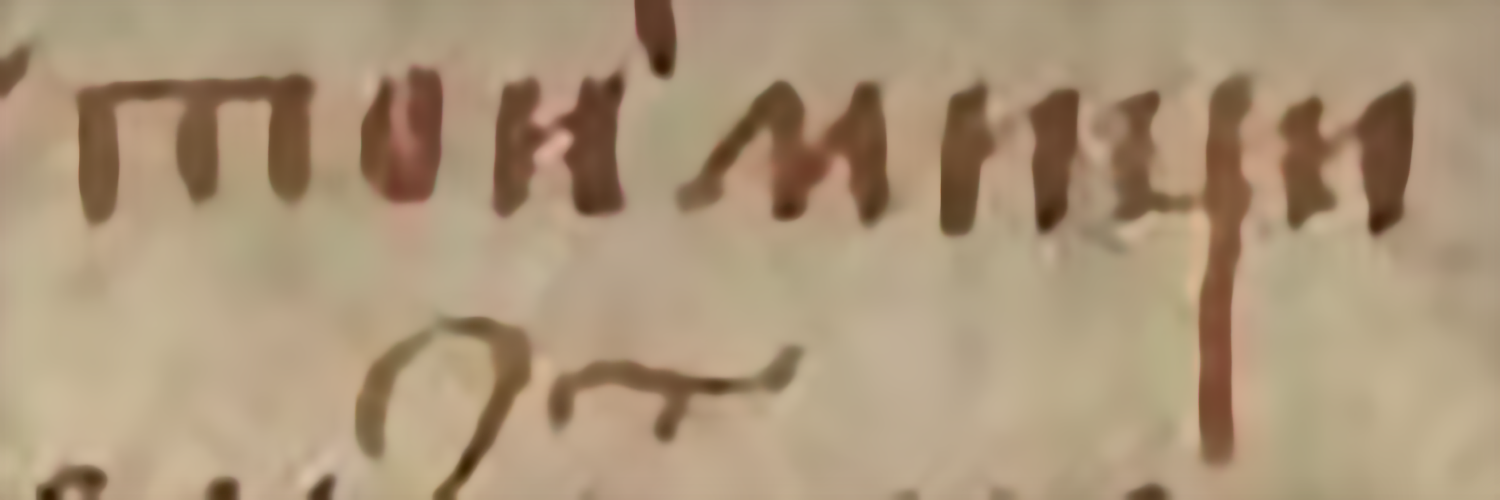
Оригинальное упоминание тоймичей в «Слове о погибели Русской земли»

В литературном произведении XIII века «Слово о погибели Русской земли»:
«Отсюда до угров и до ляхов, до чехов, от чехов до ятвягов, от ятвягов до литовцев, до немцев, от немцев до карелов, от карелов до Устюга, где обитают поганые тоймичи, и за Дышащее море; от моря до болгар, от болгар до буртасов, от буртасов до черемисов, от черемисов до мордвы — то все с помощью божьею покорено было христианским народом, поганые эти страны повиновались великому князю Всеволоду, отцу его Юрию, князю киевскому, деду его Владимиру Мономаху, которым половцы своих малых детей пугали…».